# Cicindela sylvicola
La cicindela dei boschi (Cicindela sylvicola Dejean, 1822) è un coleottero carabide della sottofamiglia Cicindelinae, diffuso in Europa.

## Descrizione

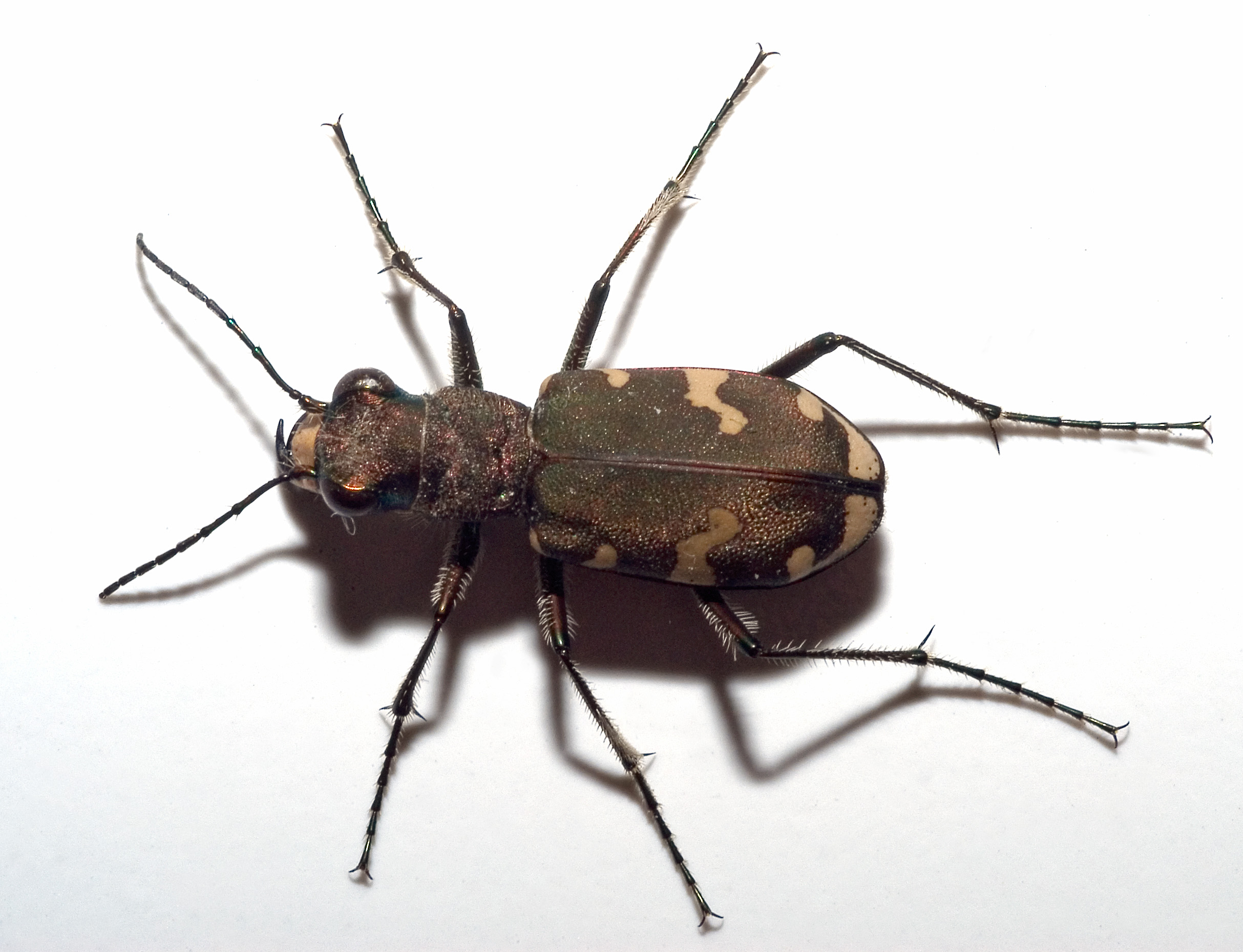

È una cicindela lunga 12–16 mm, con testa e pronoto di colore bronzeo-verdastro e antenne color rame; il primo articolo delle antenne è dotato di grossi bulbi piliferi. Le elitre, convesse, sono di colore bruno-nerastro con riflessi bronzei e presentano un disegno color bianco avorio, con una lunula omerale ridotta, una fascia mediana larga in prossimità del margine esterno dell'elitra e ricurva ad uncino verso la sutura mediale e una lunula apicale generalmente intera.

## Biologia
Come tutte le cicindele, sono voraci predatori sin dallo stadio larvale: le larve si nutrono di piccoli invertebrati, ai quali tendono agguati stando nascoste in cunicoli scavati nel terreno; gli adulti, che compaiono da aprile ad agosto, si nutrono di insetti e altri artropodi, che cacciano perlustrando il terreno con il loro tipico movimento deambulatorio a scatti.

## Distribuzione e habitat
Ha un ampio areale che comprende Austria, Belgio, Bosnia ed Erzegovina, Bulgaria, Croazia, Repubblica Ceca, Francia, Germania, Ungheria, Italia, Lussemburgo, Macedonia del Nord, Moldavia, Polonia, Romania, Russia, Slovenia, Svizzera e Ucraina.

In Italia è presente soprattutto nelle regioni settentrionali, spingendosi, con popolazioni isolate, sino all'Appennino centrale.
È presente nei boschi montani e sub-montani, nelle foreste di conifere e nelle lande di brughiera.